# F!
F! er SF's partiavis. Bladet sendes til alle medlemmer af partiet, og udkommer fire gange årligt.
Ansvarshavende redaktør for partiavisen er SF's partisekretær Turid Leirvoll.